# Eiskappe
Als Eiskappe oder Plateaugletscher wird  eine ausgedehnte Vergletscherung bezeichnet, die den Gipfelbereich eines Bergmassivs bedeckt oder ein anderes Untergrundrelief vollständig überdeckt und eine Fläche von weniger als 50.000 km² einnimmt. Bei einer größeren Fläche wird von einem Eisschild gesprochen.
Davon abweichend werden in globalem oder planetarem  Maßstab die an den Polen der Erde oder des Mars auftretenden Eisbedeckungen auch polare Eiskappen genannt.

## Eigenschaften
Eiskappen sind nicht wie Talgletscher durch Steilhänge oder andere topografische Gegebenheiten begrenzt, sondern flächige, kalottenförmige Strukturen, zumeist mit einem zentralen Dom als höchstem Punkt, der eine Eisscheide bildet. Das Eisfließen ist von diesem Dom weg zum Rand der Eiskappe hin gerichtet. Viele Eiskappen haben den Talgletschern ähnliche Auslassgletscher.

## Beispiele für Eiskappen
- Stikine-Eiskappe (Alaska und Kanada) (21.876 km²)
- Agassiz-Eiskappe (Ellesmere-Insel, Kanada) (21.000 km²)
- Eiskappe der Nordinsel (Nowaja Semlja) (19.800 km²)
- Campo de Hielo Sur (Patagonien, Chile und Argentinien) (16.800 km²)
- Austfonna (Nordostland, Spitzbergen) (8.120 km²)
- Vatnajökull (Island) (8.100 km²)
- Penny Ice Cap (Baffininsel, Kanada) (6.000 km²)
- Campo de Hielo Norte (Patagonien, Chile und Argentinien) (4.200 km²)
- Hans Tausen Iskappe (Peary Land, Nordgrönland) (4.000 bis 4.200 km²)
- Langjökull (Island) (953 km²)
- Hofsjökull (Island) (925 km²)
- Mýrdalsjökull (Island) (596 km²)
- Cook-Gletscher, Kerguelen (403 km²)
- Columbia-Eisfeld (Kanada) (325 km²)

Die so genannte Arktische Eiskappe ist keine Eiskappe in diesem Sinne, sondern die Packeiszone des Arktischen Ozeans.

## Bildergalerie

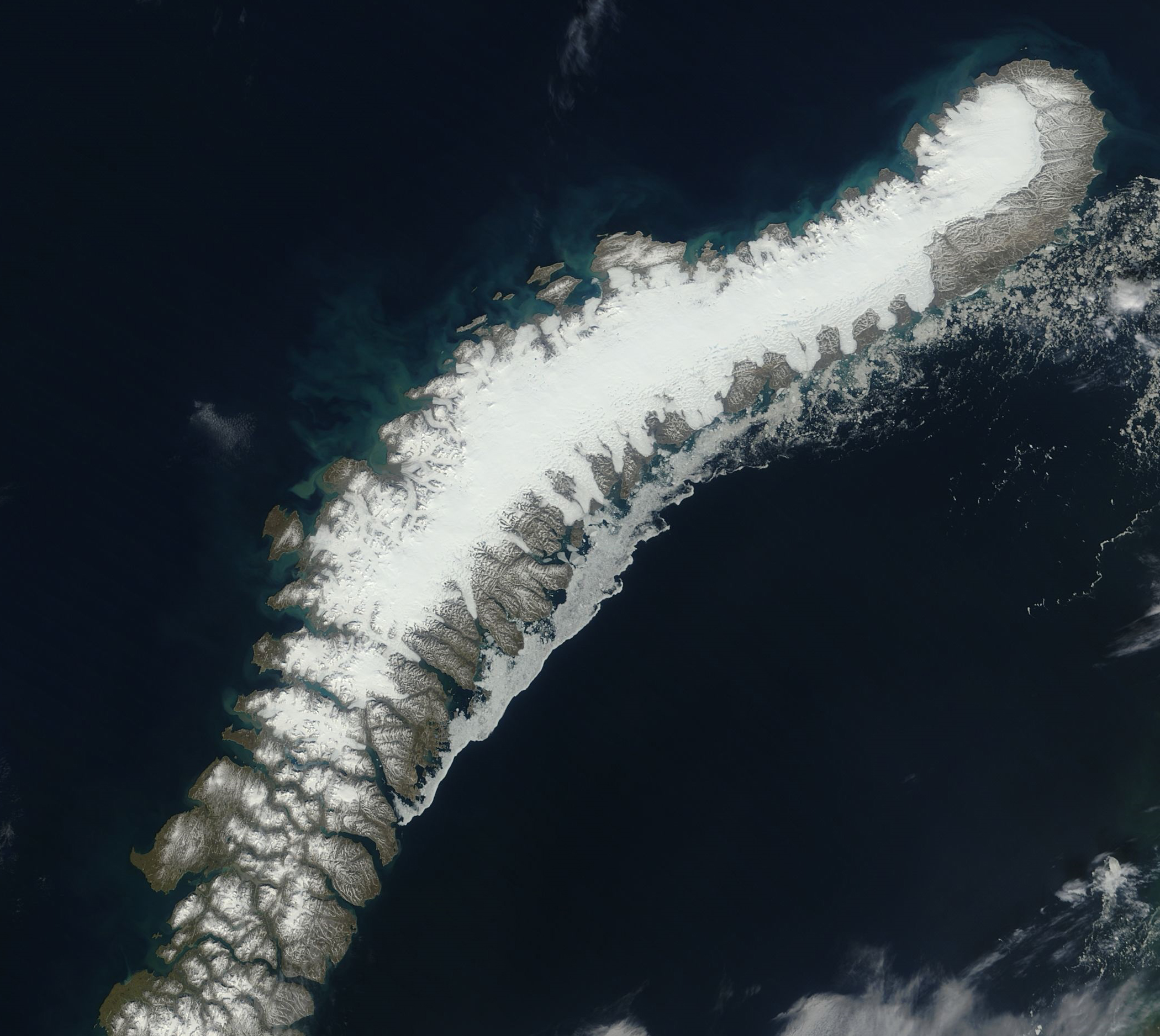
Eiskappe der Nordinsel (Nowaja Semlja)
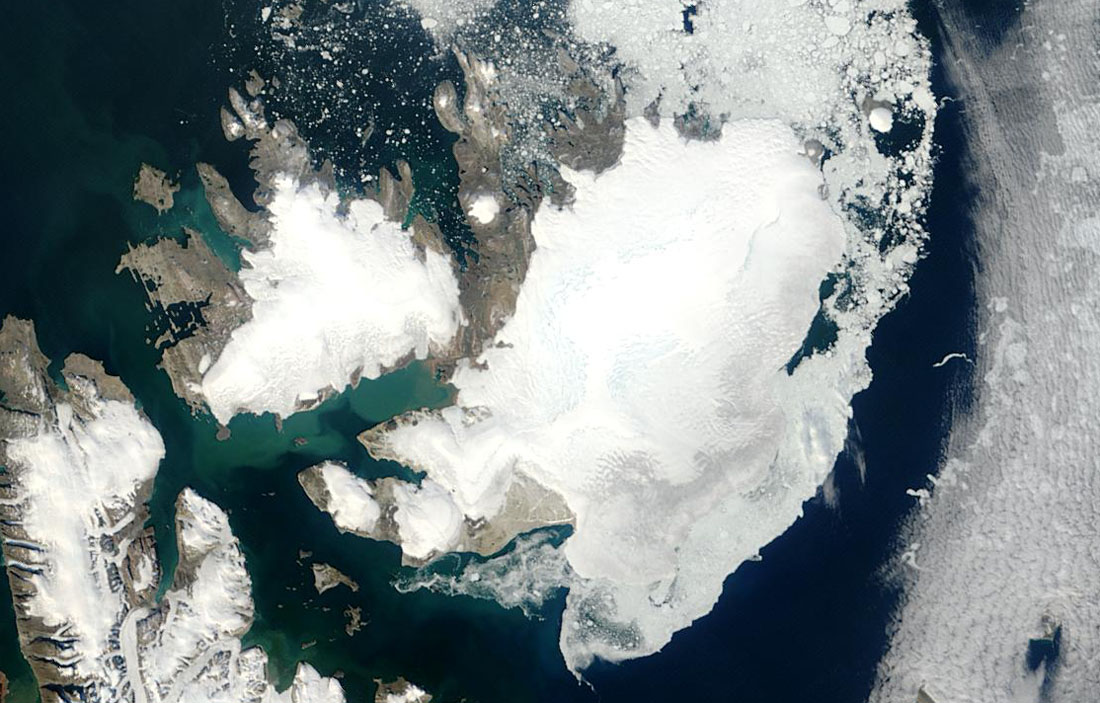
Nordaustlandet mit Austfonna
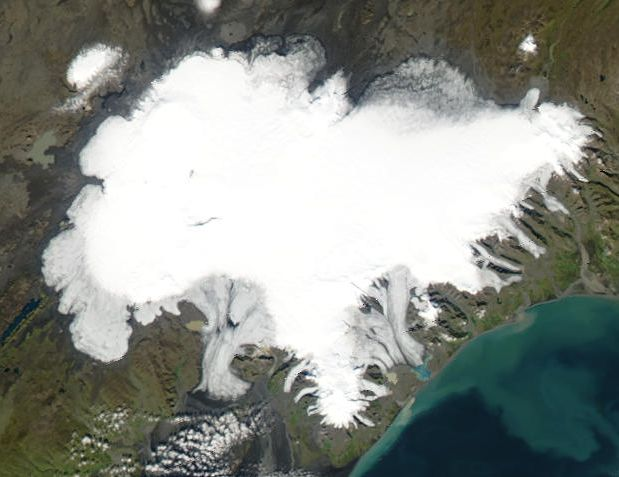
Vatnajökull (Satellitenbild der NASA)
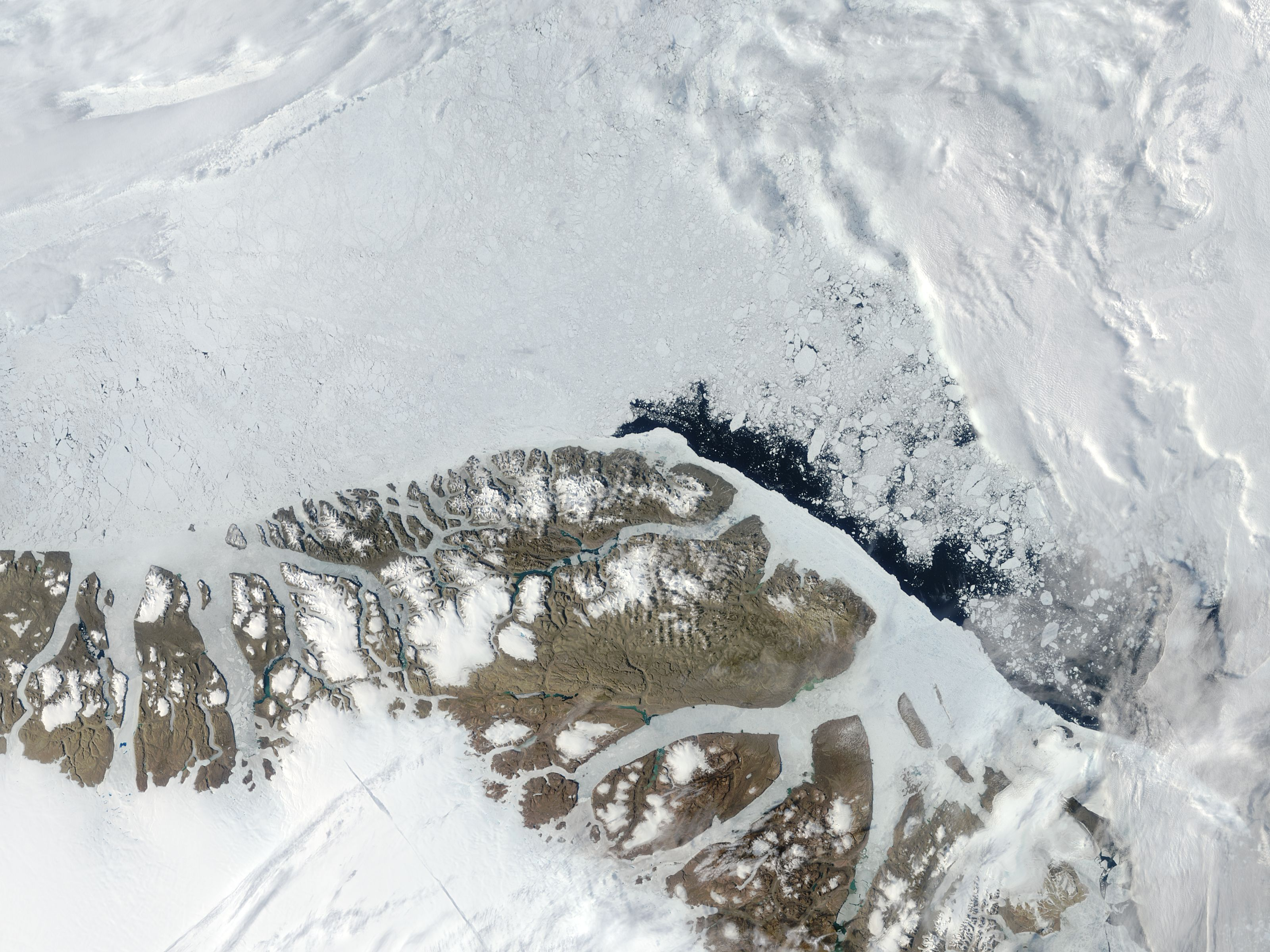
Peary Land mit Hans Tausen Iskappe
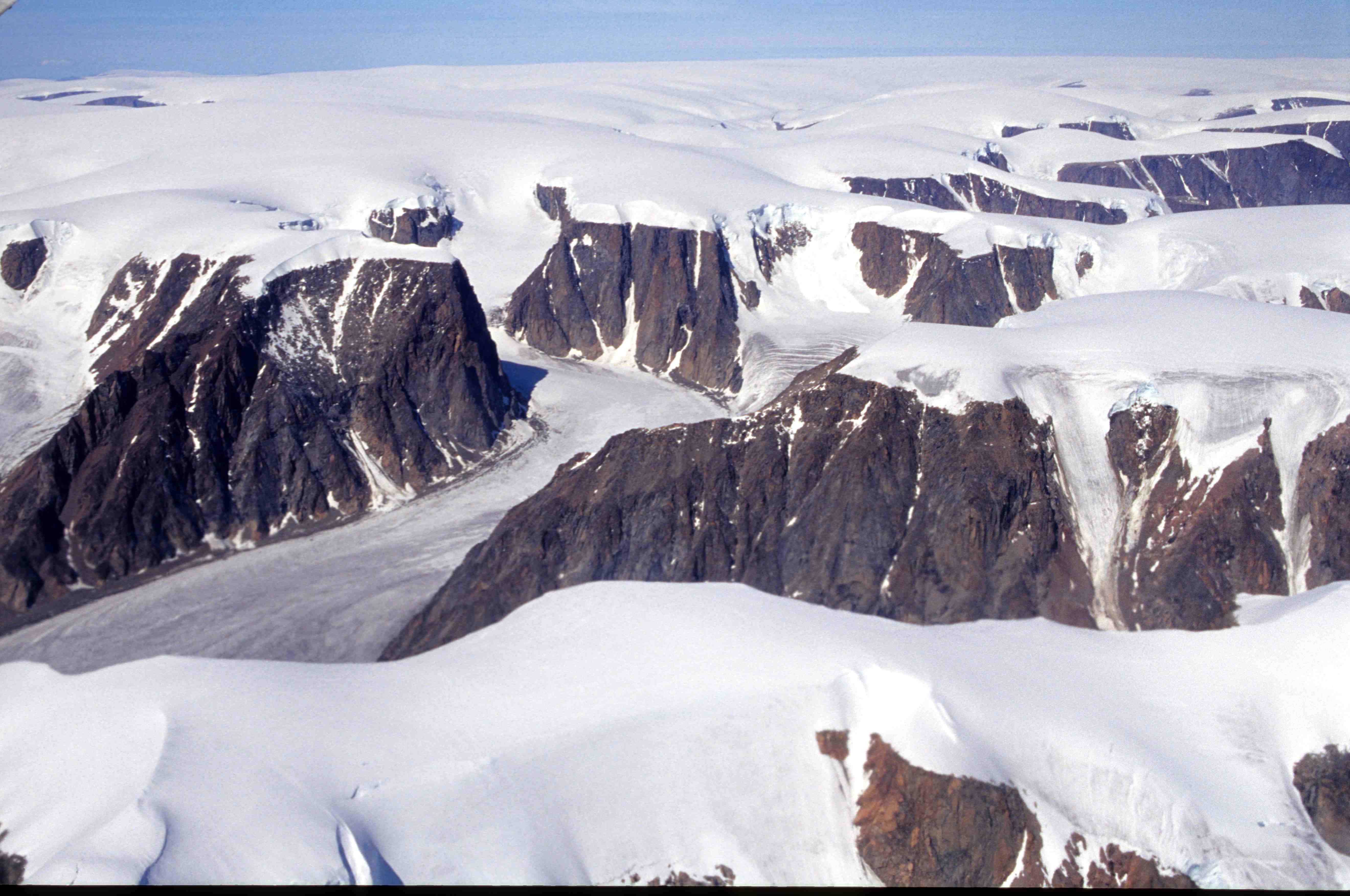
Penny Ice Cap auf der Baffininsel
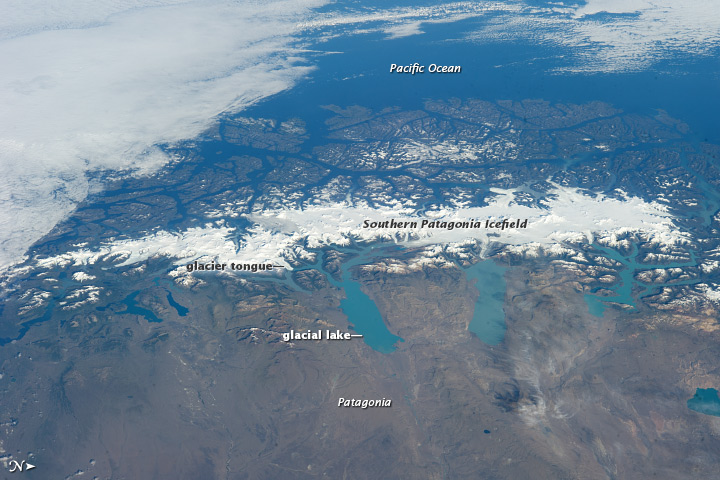
Southern Patagonian Ice Field (ISS-Foto)
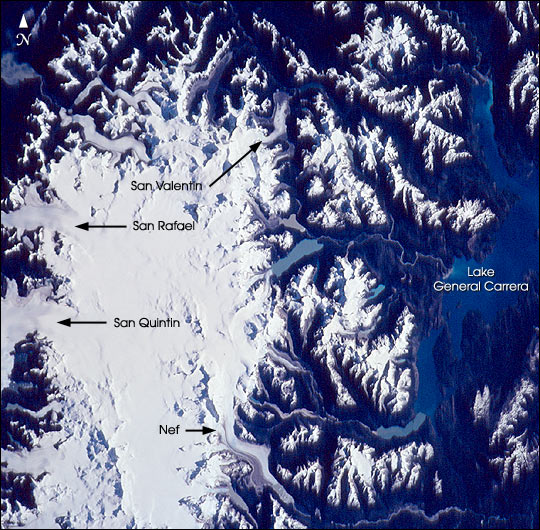
Northern Patagonian Ice Field
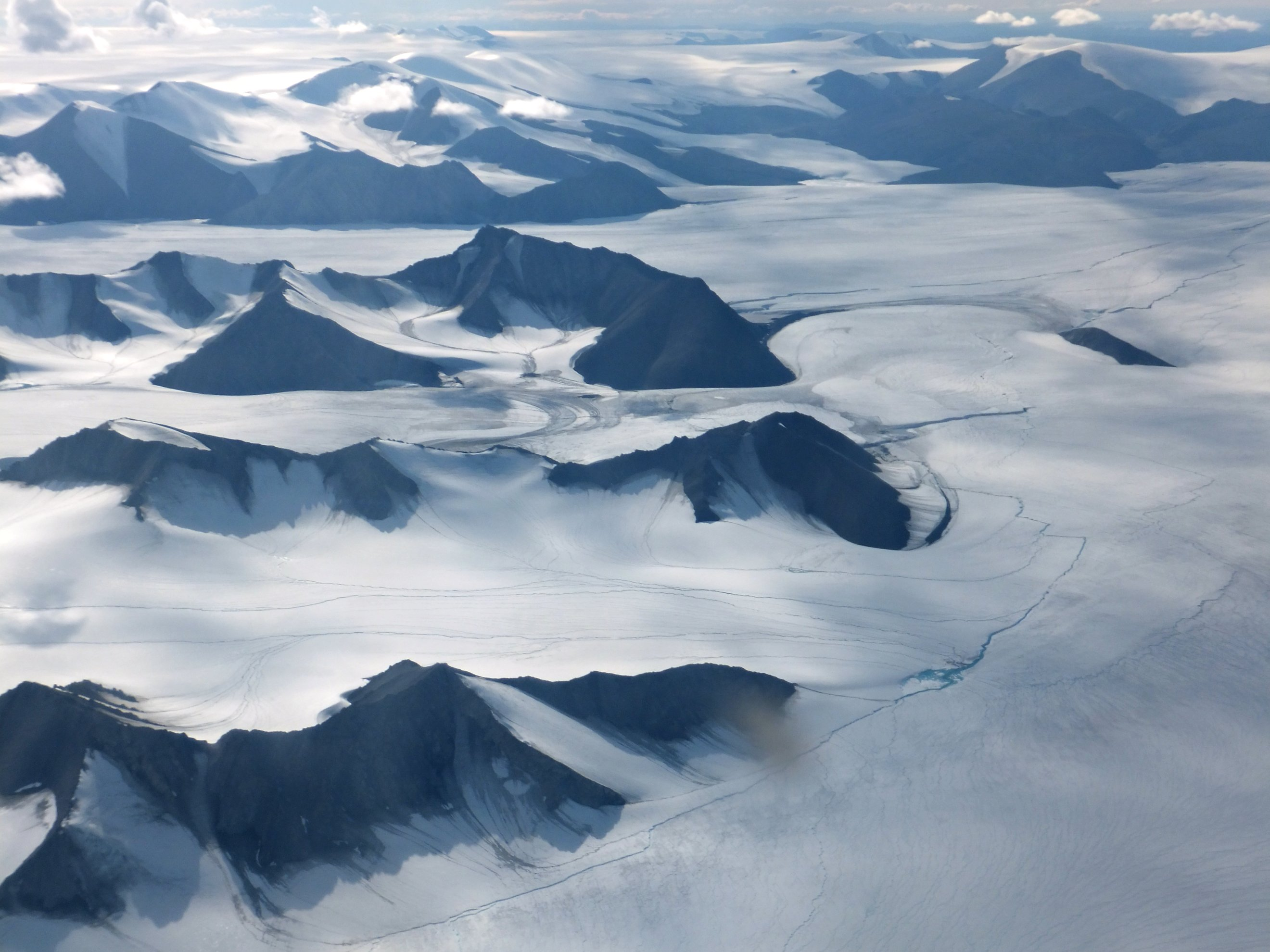
Agassiz-Eiskappe auf der Ellesmere-Insel
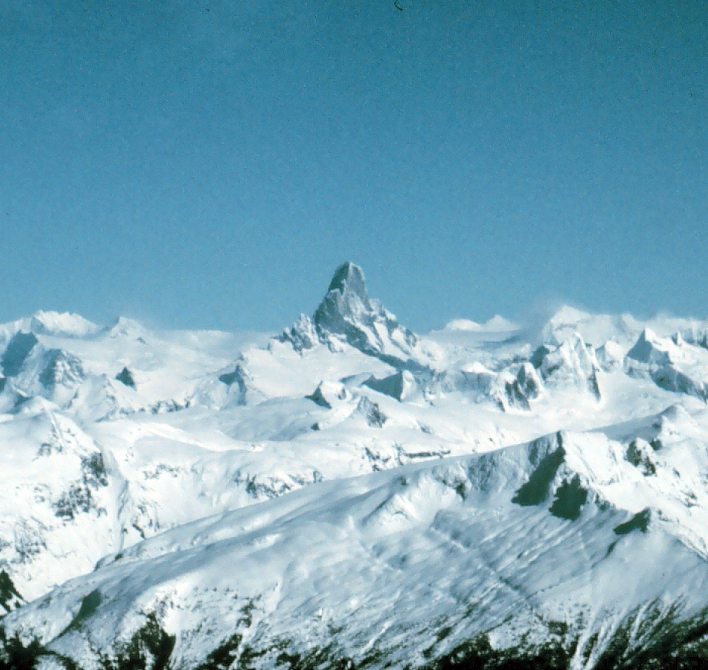
Stikine-Eiskappe
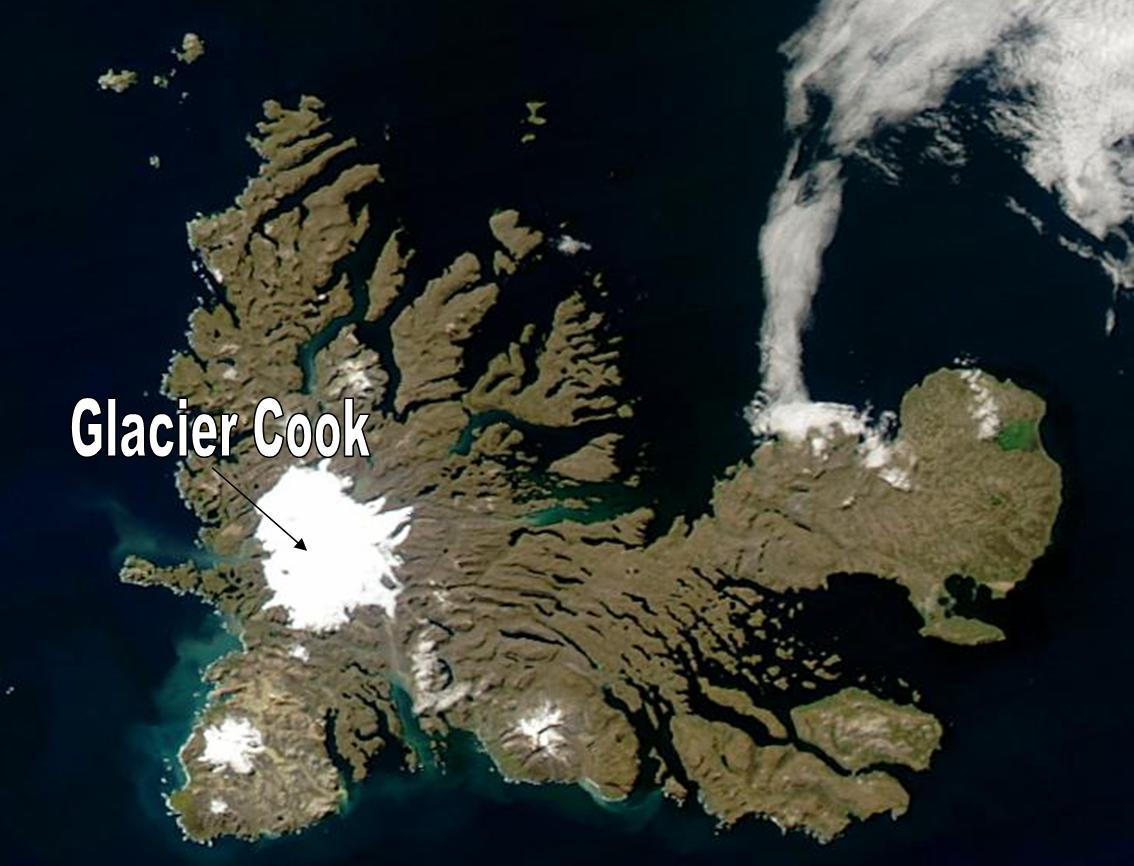
Cook-Gletscher auf Kerguelen
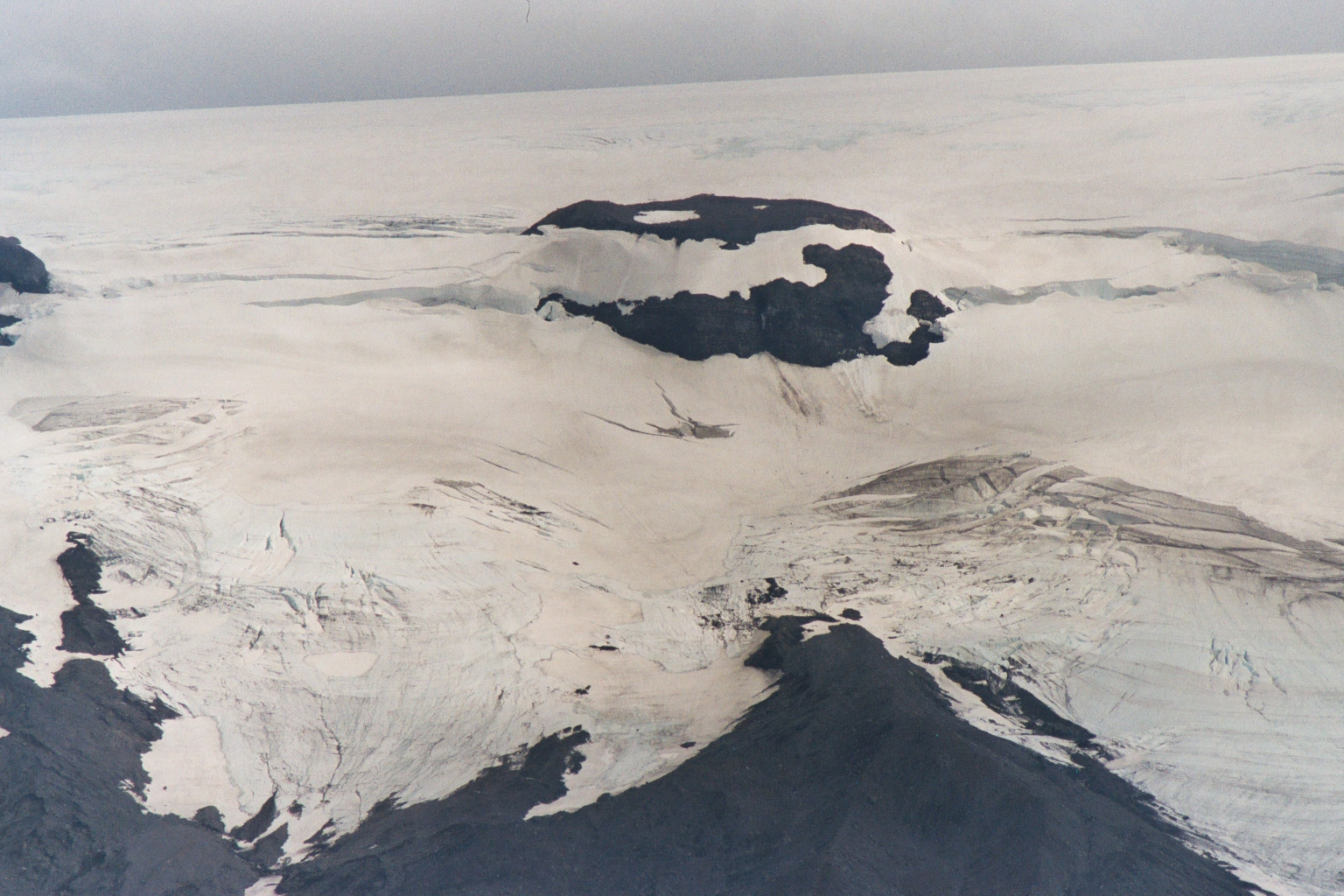
Langjökull auf Island
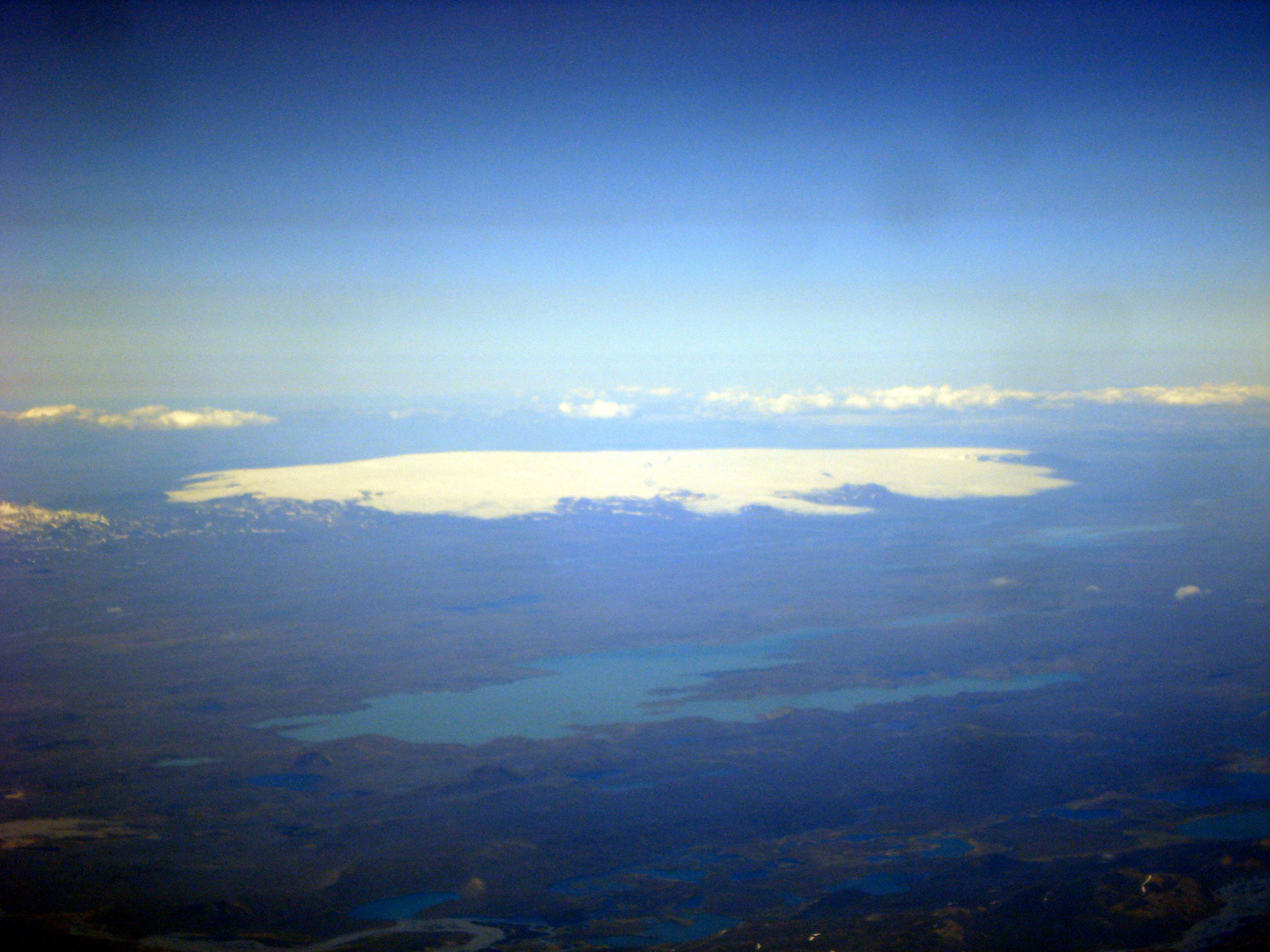
Hofsjökull auf Island
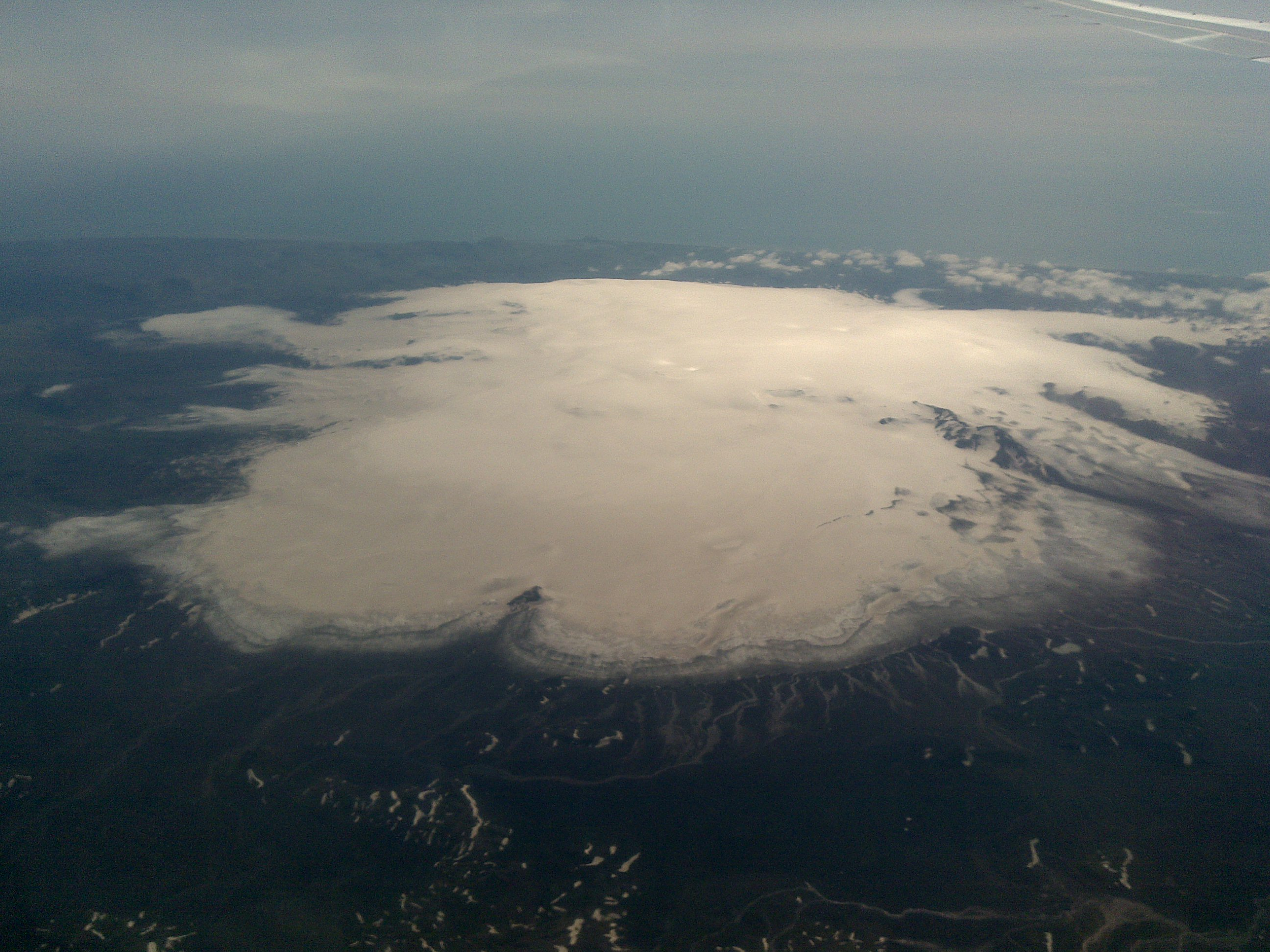
Mýrdalsjökull auf Island